# Parathelypteris trichochlamys
Parathelypteris trichochlamys är en kärrbräkenväxtart som beskrevs av Ren-Chang Ching och Shing. Parathelypteris trichochlamys ingår i släktet Parathelypteris och familjen Thelypteridaceae. Inga underarter finns listade.